# Le Cas Labrecque
Pour les articles homonymes, voir Labrecque (homonymie).

Le Cas Labrecque est un court métrage québécois de 30 minutes, réalisé par Pierre Daigneault et Bernard Devlin et sorti en 1956. Il a été diffusé le 2 décembre 1956 à la Télévision de Radio-Canada.

## Synopsis
La misère d'une famille sans logement.

## Distribution
- Denise Bombardier
- Eugène Daigneault
- Jacques Desbaillets
- Colette Devlin
- Camille Fournier
- Roger Lebel
- Gaston Miron
- Francine Montpetit
- Marthe Nadeau